# Піпер Леонід Орестович
Леонід Орестович Піпер (16 березня 1897 — 14 квітня 1938) — радянський  філософ

## Життєпис
Л. О. Піпер ародився 16 березня 1897 року у селі Овсяник Балтського повіту Подільської губернії у дворянській родині.
Після отримання середньої освіти вступив до Петроградського інституту інженерних шляхів сполучень, але не закінчив його і в вересні 1918 року пішов добровольцем на фронт. Цього ж року вступив до лав комуністичної партії. По закінченню громадянської війни протягом двох років працював у Новгородській губернії помічником прокурора та головою колегії захисників (1921–1923).
У 1923–1924 роках навчався в Інституті червоної професури  у Москві. Від 1924 року жив в Одесі, де спочатку працював завідувачем навчальної частини та викладачем юридичних курсів Народного комісаріату юстиції. У 1925 році перейшов до педагогічної роботи у вищі навчальні заклади: працював в  Одеському інституті народної освіти (1925–1930), Одеському інституті народного господарства (1925–1930), Одеському інституті професійної освіти (1930–1931), де викладав історичний матеріалізм та ленінізм (лекції та семінарські заняття), радянське право, соціологію. Одночасно науковий співробітник науково-дослідної кафедри правових проблем при ОІНГ, де займався питаннями загальної теорії права та методології.
З 1928 року  обіймав посаду професора.
У грудні 1926 вступив на юридичний факультет Одеського інституту народного господарства, а вже в січні 1928, трохи більше ніж за рік, екстерном скінчив повний курс навчання. Після захисту у травні 1928 кваліфікаційної роботи на тему «Спірні питання марксистської теорії права» отримав свідоцтво про спеціальність юриста.
На початку 1930-х переїхав до Ленінграду та почав працювати в Ленінградському державному університеті.
У 1938 році  був заарештований за звинуваченням у контрреволюційній троцькістській діяльності. У лютому 1938 року трійкою УНКВС він був засуджений до вищої міри покарання, а 14 квітня того ж року розстріляний. Посмертно реабілітований у 1956 році.

## Наукова діяльність
Приділяв увагу темі історії російської філософської думки. Результатом цих досліджень стала праця рос. «Мировоззрение Герцена», в якій автор висвітив період боротьби суспільних ідей в Росії в епоху розкладу кріпацтва та зародження селянської революції. На цьому історичному фоні ним було представлено світогляд О. Герцена, головним чином у філософських основах та політичних ідеях, базою яких була теорія «російського соціалізму». Не дивлячись на зрозумілу заангажованість тих часів, ця праця і до сих пір зберігає наукову цінність.

#### Праці
- Мировоззрение Герцена. Историко-философский очерк./ Л. Пипер. –  М.-Л.: Госсоцэкономиздат, 1935. –  278 с.